# HK Vojvodina Novi Sad
Hokejaški klub Vojvodina Novi Sad (srbskou cyrilicí Хокејашки клуб Војводина Нови Сад) je hokejový klub z Nového Sadu, který hraje srbskou hokejovou ligu a International Hockey League. Klub byl založen roku 1946. Jejich domovským stadionem je Sportovní centrum Spens Novi Sad s kapacitou 3000 diváků.

## Historie
Klub hrával jugoslávskou ligu, poté srbskou ligu a zároveň hrál mezinárodní Panonskou ligu, Interligu a nyní International Hockey League. Klub také hrál Kontinentální pohár v ledním hokeji. 
Dne 24. března 2009 při velkém požáru vyhořel areál klubu v hale SPENS, kdy shořelo i celé vybavení klubu. Kvůli škodě musela Vojvodina odstoupit z finále play off, a tak titul získal HK Partizan. Po šestileté přestávce se klub vrátil do soutěže v sezóně 2015/16. 

## Vítězství
- Srbská liga ledního hokeje - 1. místo 8x (1998, 1999, 2000, 2001, 2002, 2003, 2004, 2022)
- Srbská liga ledního hokeje - 2. místo 9x (1996, 1997, 2005, 2007, 2009, 2018, 2019, 2020, 2021)
- Srbský pohár - 3x (1999, 2000, 2001)
- Panonská liga - 1x (2009)